# 伊塔 (巴西)
伊塔是巴西圣卡塔琳娜州的一个市镇。总面积165.463平方公里，总人口6417人，人口密度38.8人/平方公里。